# 磨房沟镇
磨房沟镇，是中华人民共和国四川省凉山彝族自治州冕宁县下辖的一个乡镇级行政单位。2019年12月，撤销腊窝乡、联合乡和金林乡，设立磨房沟镇，以原腊窝乡、原联合乡、原金林乡所属行政区域为磨房沟镇的行政区域。

## 行政区划
磨房沟镇下辖以下地区：
腊窝村、麻哈村、长脚村和大沟村。